# Amphithrix
Amphithrix is een monotypisch geslacht van vlinders uit de familie snuitmotten (Pyralidae). 
De enige soort in dit geslacht, Amphithrix sublineatella, komt voor in Europa en heeft een spanwijdte van 18-24mm. Deze soort is gepubliceerd in 1859 door Staudinger.